# Under My Wheels
Under My Wheels är en låt ursprungligen gjord av Alice Cooper och utgiven på hans album Killer 1971. Han gjorde en ny version av den tillsammans med Guns N' Roses 1988.